# Mistrzostwa Świata w biegu na 100 km 2002
16. Mistrzostwa Świata w biegu na 100 km – zawody lekkoatletyczne, które odbyły się 21 czerwca 2002 w Torhout (Belgia).

## Medaliści
|                         | 1. miejsce                                                               | Rezultat | 2. miejsce                                                                    | Rezultat | 3. miejsce                                                          | Rezultat |
| Mężczyźni indywidualnie | Mario Fattore                                                            | 6:34:23  | Igor Tiazhkorob                                                               | 6:39:33  | Fermin Martinez                                                     | 6:39:57  |
| Mężczyźni drużynowo     | Rosja 1. Igor Tiazhkorob · 2. Vladimir Netreba · 3. Ildar Akhmetshin     | 20:11:32 | Belgia 1. Jan Vandendriessche · 2. Ivan Hostens · 3. Lucien Taelman           | 20:52:00 | Włochy 1. Mario Fattore · 2. Enrico Vedilei · 3. Claudio Bellisario | 21:44:38 |
| Kobiety indywidualnie   | Tatyana Zhirkova                                                         | 7:37:06  | Akiko Sekiya                                                                  | 7:38:03  | Monica Casiraghi                                                    | 7:40:00  |
| Kobiety drużynowo       | Rosja 1. Tatyana Zhirkova · 2. Marina Myshlianova · 3. Nadezhda Karaseva | 23:13:56 | Francja 1. Karine Herry · 2. Magali Reymonenq-Maggiolini · 3. Dominique Duval | 24:17:56 | Stany Zjednoczone 1. Tania Pacev · 2. Anne Riddle · 3. Ann Heaslett | 25:32:45 |